# Coccoloba tuerckheimii
Coccoloba tuerckheimii är en slideväxtart som beskrevs av John Donnell Smith. Coccoloba tuerckheimii ingår i släktet Coccoloba och familjen slideväxter. Inga underarter finns listade i Catalogue of Life.